# Picote
Picote (em mirandês Picuote) é uma povoação portuguesa sede da Freguesia de Picote do Município de Miranda do Douro, freguesia com 19,95 km² de área e 230 habitantes (censo de 2021), tendo, por isso, uma densidade populacional de 11,5 hab./km².
A aldeia de Picote tem uma particularidade, fala-se mirandês e as ruas da aldeia têm dupla afixação em mirandês e português, o que se tornou motivo de curiosidade em Portugal.

## Demografia
A população registada nos censos foi:

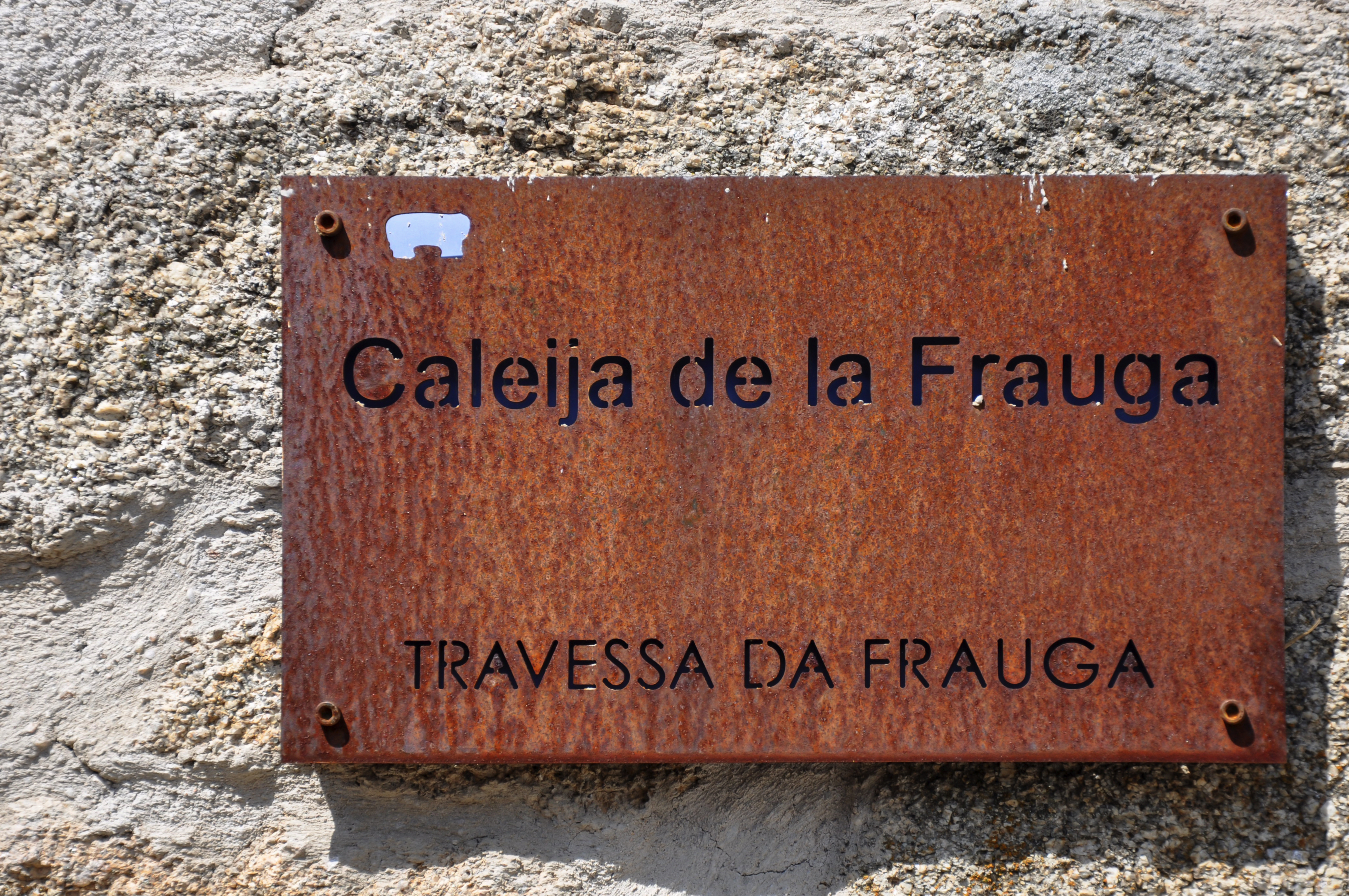
Mirandês e português em Picote, Portugal

| Distribuição da População por Grupos Etários | Distribuição da População por Grupos Etários | Distribuição da População por Grupos Etários | Distribuição da População por Grupos Etários | Distribuição da População por Grupos Etários |
| -------------------------------------------- | -------------------------------------------- | -------------------------------------------- | -------------------------------------------- | -------------------------------------------- |
| Ano                                          | 0-14 Anos                                    | 15-24 Anos                                   | 25-64 Anos                                   | > 65 Anos                                    |
| 2001                                         | 32                                           | 34                                           | 170                                          | 132                                          |
| 2011                                         | 24                                           | 16                                           | 138                                          | 123                                          |
| 2021                                         | 10                                           | 14                                           | 78                                           | 128                                          |

## Património
- Barragem de Picote - Situada frente às arribas do Douro, a barragem hidroeléctrica, foi construída em 1958, com uma capacidade de descarga de 11000m³.
- Conjunto Habitacional da Central Hidroelétrica do Picote[5]
- Ecomuseu da Terra de Miranda - inaugurado em Abril de 2010, dedicado à conservação e gestão dos recursos naturais locais.
- Atalaia de Esculca[5]
- Capela de Santa Cruz[5]
- Capela de Santo Cristo[5]
- Chafariz da Fonte Salsa[5]
- Chafariz de Sanguinho [5]
- Eremitério Os Santos[5]
- Igreja Paroquial de Picote / Igreja de São João Baptista[5]

## Personalidades Ilustres

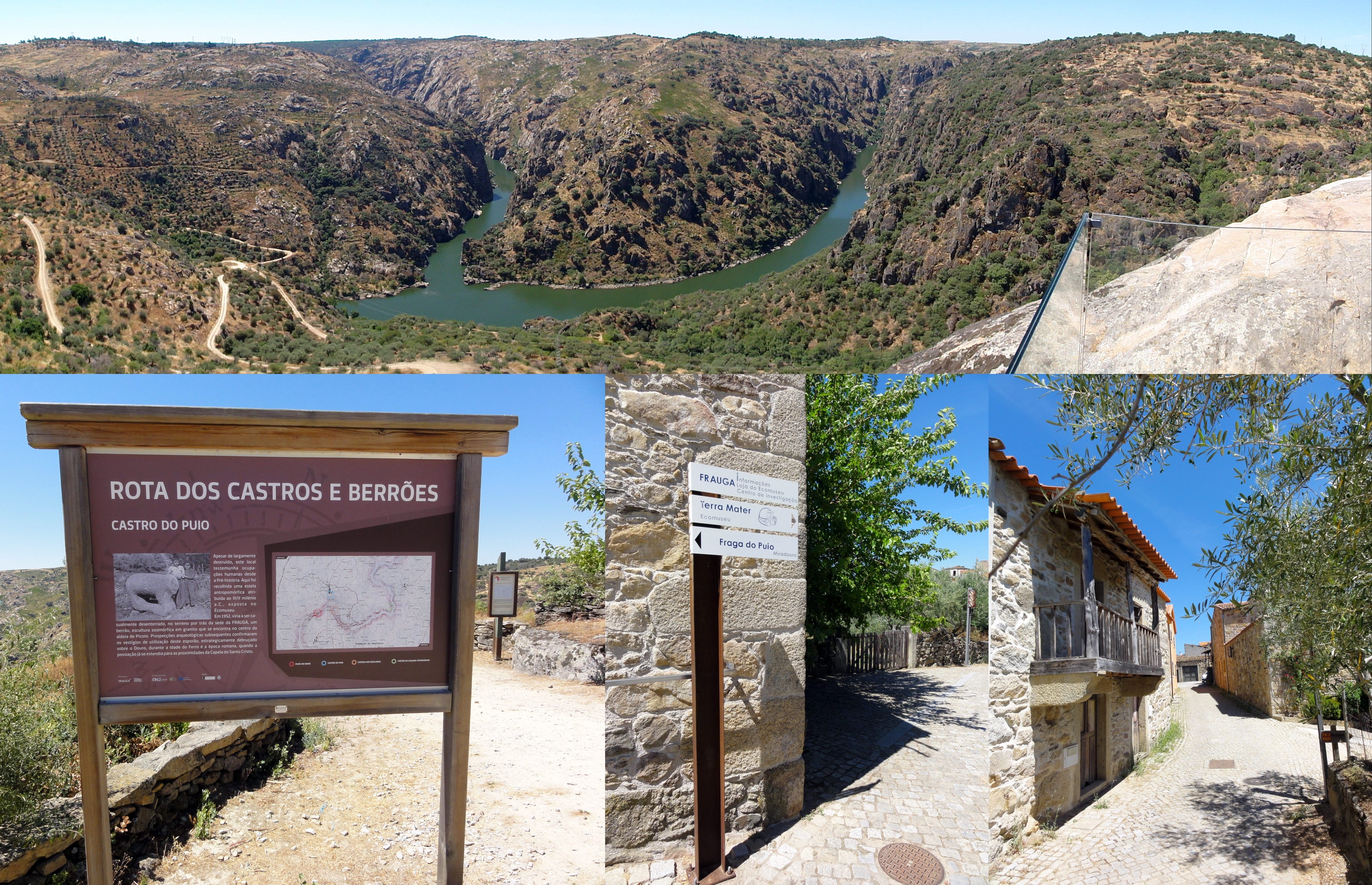
Miradouro da Fraga do Puio na Aldeia de Picote

- António Bárbolo Alves